# Takashi Hirajima
Takashi Hirajima (平島 崇, Hirajima Takashi) est un footballeur japonais né le 3 février 1982. Il évolue au poste de défenseur.

## Biographie
Takashi Hirajima commence sa carrière professionnelle à l'Avispa Fukuoka.
En 2007, il est transféré au Kyoto Sanga. En 2008, il est prêté, puis transféré au Cerezo Osaka.
En 2010, Takashi Hirajima s'engage en faveur du Tokushima Vortis.
Hirajima est vice-champion de J-League 2 en 2005 avec l'Avispa Fukuoka.